# والری هابسن
والری هابسن (انگلیسی: Valerie Hobson؛ ‏ ۱۴ آوریل ۱۹۱۷ – ۱۳ نوامبر ۱۹۹۸) هنرپیشه اهل بریتانیا بود. وی بین سال‌های ۱۹۳۲ تا ۱۹۵۴ میلادی فعالیت می‌کرد.

## گزیده فیلمشناسی
از فیلم‌هایی که وی در آن نقش داشته‌است، می‌توان به آثار زیر اشاره کرد.
- آرزوهای بزرگ (فیلم ۱۹۳۴) (۱۹۳۴)
- اسرار ادوین درود (فیلم ۱۹۳۵) (۱۹۳۵)
- عروس فرانکنشتاین (۱۹۳۵)
- طبل (فیلم ۱۹۳۸) (۱۹۳۸)
- جاسوسی در سیاهی (۱۹۳۹)
- آرزوهای بزرگ (فیلم ۱۹۴۶) (۱۹۴۶)
- قلب‌های مهربان و نیم‌تاج‌ها (۱۹۴۹)
- ورق (فیلم ۱۹۵۲) (۱۹۵۲)